# 侯昭儀
昭儀侯氏（しょうぎ こうし、生没年不詳）は、五代十国時代の後唐の荘宗李存勗の妃嬪。

## 生涯
才色兼備であった。初め、朱全忠配下の勇将の符道昭に正室として嫁いだ。唐の天祐5年（908年）、符道昭は夾寨の戦いで戦死した。侯氏は後唐軍に捕らえられ、李存勗の側室となった。「夾寨夫人」と称され、寵愛を受け、常に李存勗の征戦に従った。
その後、側室の劉氏が長男の李継岌を産み、寵愛が増した。李存勗が後唐の皇帝として即位後、劉氏が皇后に立てられた（神閔敬皇后）。同光2年（924年）11月、侯氏は昭儀に封ぜられた。
明宗李嗣源が即位すると、劉皇后は賜死となり、荘宗の妃嬪らは実家に帰された。

## 伝記資料
- 『新五代史』
- 『旧五代史』
- 『資治通鑑』